# 雷諾R35戰車
1935年輕型坦克R型（法語：Char léger Modèle 1935 R），通稱雷諾R35，是一款法國於第二次世界大戰中採用的坦克。其設計目的是取代舊式的FT-17作為法國陸軍標準的步兵坦克。

## 歷史
法國於一戰時期研發的FT-17儘管被認為是一款成功的坦克，而且遠銷多國，但是在1930年代，法國軍方還是認為它已經過時，因此，就需要新型的輕型坦克來取代它的位置。同時，因為希特勒宣布廢除《凡爾賽條約》，因此歐洲大陸局勢變得緊張起來。R35就是在這樣的背景下開始研發的。R35戰車於1934年設計定型，同年年底樣車建造完成。1936年，R35投入量產，但是炮塔因為技術問題生產相對滯後，使得FT-17被迫延長服役。

## 性能
R35的大小和FT-17差不多，乘員2人，採用傳動裝置前置，發動機後置的設計。主動輪位於前方，誘導輪位於後方。其主要武器為37毫米SA-18，主要用於支援步兵。變速箱有4個前進檔，1個倒車檔。車體採用鉚接結構，炮塔則為鑄造結構。防護能力較
FT-17為高。為了增強跨越戰壕的能力，在車尾安裝了車尾架，但是在實戰中常常被車組自行拆卸。
R35的單人炮塔有一個很大的缺點——車長既要充當炮手和裝填手，也要指揮戰車行進，因此常常忙不過來。後期型的R35加裝無線電臺後，車長的負擔進一步加重。（安裝無線電台後車長還要負責操控無線電臺）
R35的另一個缺點是越野能力與防橫滑能力差。

## 服役

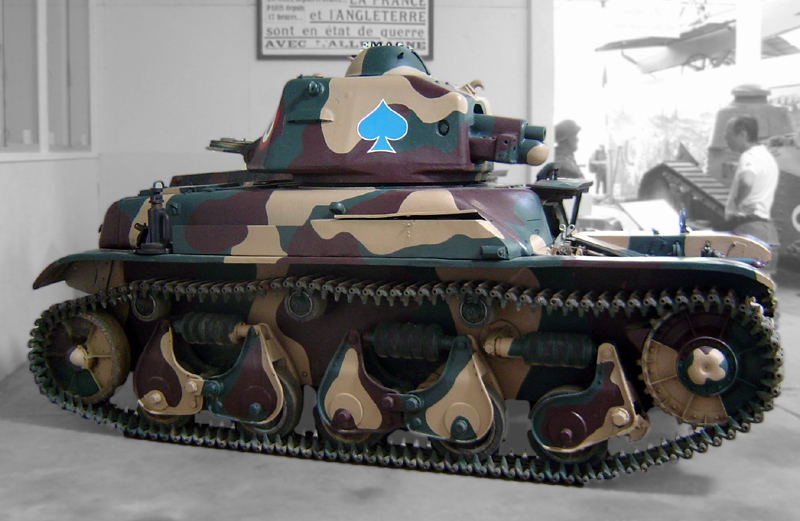
現藏于索米爾裝甲博物館的R35

因為法軍的戰術失誤，R35和其它法軍坦克一樣，在法國戰役中沒有發揮太多作用，大部份被德軍虜獲。不過，其堅實的裝甲確實能夠有效防禦德軍當時的反坦克武器之攻擊。德軍之後曾將其改裝為驅逐戰車。

## 他國的使用

### 納粹德國

#### 35R(f)47mm驅逐戰車

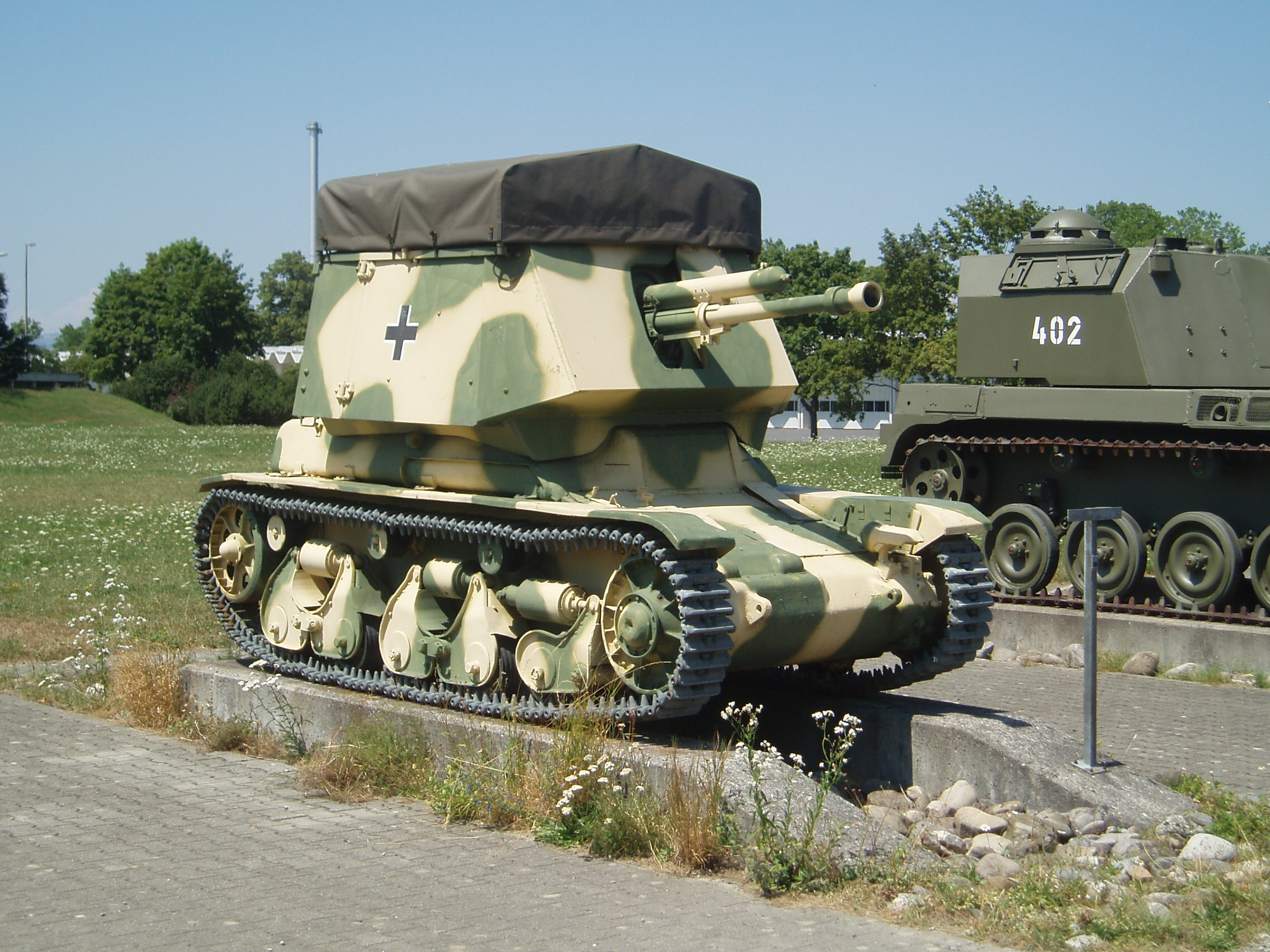
一輛35R(f)47mm驅逐戰車

該驅逐戰車使用R35坦克之底盤。在法國投降時，有數百輛還能使用的R35被德軍虜獲。因為I號驅逐戰車停產之故，德軍決定將手中的R35改裝為驅逐戰車。1940年12月23日，德軍向阿爾凱特公司訂購了200輛的改裝訂單。原型車在1941年2月8日交付，同年5月投入量產。這款驅逐戰車使用斯科達生產的火炮，能在500m外擊穿48mm裝甲。截止1942年4月1日，一共裝備148輛，1944年初仍有110輛在服役。因為這款驅逐戰車受到部隊的好評，因此德軍又將一部分35R(f)47mm驅逐戰車換裝上了50mm Pak38。同時，還有一部分被拆除火炮後改裝為指揮車。

## 腳註/來源
1. 1 2 3 4 5 6 7 8 9  . （原始内容存档于2014-02-02）.
2. 1 2 3 4 5 6 7 8 9 10 11   David Porter著 卡米柚子譯. . TW: 楓書坊. : p28. ISBN 978-986-6326-28-8 （中文（繁體））.
3. 1 2   歷史群像編輯部. . 新北: 楓樹林. : p8. ISBN 978-986-6023-32-3.
4. 1 2   David Porter著 卡米柚子譯. . TW: 楓書坊. : p27. ISBN 978-986-6326-28-8 （中文（繁體））.
5. ↑   David Porter著 卡米柚子譯. . TW: 楓書坊. : p29. ISBN 978-986-6326-28-8 （中文（繁體））.
6. ↑  .   [2014-01-21]. （原始内容存档于2014-01-07）.